# Stanislaw (Kiew)
Stanislaw (ukrainisch Станіслав Іванович, russisch Станислав Иванович, Taufname Terentios (Терентий Terentij); † nach 1321) war Fürst von Kiew 1321 und Fürst von Rjasan.

## Historische Erwähnungen
Stanislaw wurde nur in polnischen Chroniken erwähnt (Maciej Stryjkowski, Athanasius Kalnofoysky), nicht in russischen.

## Leben
Seine Herkunft ist unklar. Meist wird angenommen, er sei ein Sohn des russischen Fürsten Iwan aus Putiwl gewesen, wie sein Vorgänger Wladimir von Kiew.
Allerdings ist der Vorname Stanislaw (Stanisław) polnisch, eine andere Herkunft ist daher auch möglich.
1321 wurde Stanislaw in der Schlacht am Irpen von Truppen des litauischen Großfürsten Gediminas geschlagen und gefangen genommen. Seit dieser Zeit gehörten Kiew und das gesamte westliche Gebiet der Rus zum Großfürstentum Litauen. Stanislaw floh nach Brjansk. 
Stanislaw wurde später Fürst von Rjasan.
Sein Todesjahr ist unbekannt.

## Ehe und Nachkommen
Stanislaw heiratete Olga, eine Tochter des Fürsten Iwan Jaroslawitsch von Rjasan.
Sie hatten einen Sohn
- Iwan, Fürst von Owrutschsk.

Möglicherweise auch
- Fjodor, Fürst von Kiew um 1333–1362[2]